# Tandilia lacteicosta
Tandilia lacteicosta är en fjärilsart som beskrevs av George Francis Hampson 1913. Tandilia lacteicosta ingår i släktet Tandilia och familjen nattflyn. Inga underarter finns listade i Catalogue of Life.